# Bento Vôlei
A Sociedade Educativa, Cultural e Poliesportiva Bento Gonçalves, conhecida simplesmente como Bento Vôlei, é um clube brasileiro de voleibol, da cidade de Bento Gonçalves, no estado do Rio Grande do Sul. 

## História
O voleibol em Bento Gonçalves tem uma história de mais de 40 anos. Desde a década de 1970, as categorias de base, tanto no naipe masculino como no feminino, desenvolviam a prática do voleibol. O masculino sempre competiu defendendo as cores do Clube Esportivo Bento Gonçalves, já o feminino competia sob a sigla de vários clubes, inclusive do Esportivo. Naquela época, as equipes participaram de competições estaduais em diversas categorias, conquistando alguns títulos.
A partir da década de 1980, houve a formação da equipe masculina adulta com a participação em campeonatos estaduais. No entanto, a falta de patrocínio fez com que estes trabalhos não tivessem a sequência desejada. As categorias de base continuaram o trabalho e conquistaram ótimas colocações em campeonatos. Atletas também passaram a se destacar no estado e no Brasil. Como exemplo, citamos Jaime Piazzetta, o Jimmy, que atuou pelas equipes do Grêmio Náutico União, de Porto Alegre; Chapecó; AABB, de Brasília; Sociedade Ginástica de Novo Hamburgo e também na França. Outro destaque foi Rogério Reschke Ponticelli, que fez parte do União, Chapecó, Frangosul e jogou em Portugal.
Mas foi na década de 1990 que os resultados do trabalho realizado ao longo dos anos passou a se destacar mais regularmente com a conquista de vários campeonatos estaduais em todas as categorias, desde o minivôlei até adulto. Além destas conquistas, passou a haver um reconhecimento do trabalho desenvolvido por parte dos responsáveis pelas seleções brasileira infanto-juvenil e juvenil, com a convocação de atletas para compor as equipes brasileiras. Nomes como Tiago Sandrin, Cristiano Mattia, Ricardo de Gasperi, Marco Pavan, Dante Trevisan e Alexandre Bergamo tiveram reconhecimento nacional e internacional.
Para a equipe adulta, foi decisiva a elaboração do Projeto Voleibol – 2000. A previsão era participar da Superliga no ano 2000, com uma equipe formada basicamente por atletas oriundos das categorias de base do clube e a busca de patrocínios. O estabelecimento de um objetivo, embora distante e incerto na ocasião, uniu esforços da comunidade e fez com que todos os setores se mobilizassem ativamente, com recursos e participação administrativa, de tal forma que se conseguiu festejar a conquista de uma vaga na Superliga, com o apoio do poder público.
No ano de 1999, foi cumprida mais uma etapa do planejamento inicial. Foi criada a Sociedade Educativa, Cultural e Poliesportiva Bento Gonçalves, que daria continuidade ao Projeto Voleibol 2000, em substituição ao Clube Esportivo Bento Gonçalves.
Os resultados conquistados ao longo dos anos levaram a equipe adulta masculina de Bento Gonçalves a participar de um dos campeonatos mais importantes do mundo: a Superliga Nacional.

## Títulos

### Continentais
- - Supercopa Mercosul: 2004.
- - Copa Internacional Copel Telecom: 2015.[1]

### Nacionais
- Liga Nacional: 2007.

### Estaduais
- Campeonato Gaúcho: 2023.
- Campeonato Gaúcho (feminino): 2001.

### Categorias de base
- Campeonato Gaúcho Juvenil: 2001 e 2005.
- Campeonato Gaúcho Infanto-Juvenil: 2016.
- Campeonato Gaúcho Mirim: 2002 e 2003.
- Campeonato Gaúcho Juvenil (feminino): 2001, 2003, 2004 e 2006.
- Campeonato Gaúcho Infanto-Juvenil (feminino): 2002.

## Elenco

### Temporada 2016/2017
Atletas selecionados para disputar a Superliga 2016/2017 pelo Bento Vôlei:
Diretoria
Presidente: Marcos Paulo Machado
Vice-presidente de finanças: Romildo Rizzi
Vice-presidente de Comunicação e Marketing: Márcio Roberto da Silva
Vice-presidente técnico esportivo: Ricardo De Gasperi
Secretário: Renato Antônio Fantin
Diretor Executivo: Rafael Fantin (Dentinho)
Bento Vôlei secretária: Bruna Tremarin
Coordenador financeiro: Nadir Antônio Zeni
Coordenador categorias de base: Mauricy Jacobs
Comissão Técnica
Técnico: Carlos Mantovanelli
Preparador Físico: Cláudio Roberto de Oliveira Vieira
Auxiliar: Mauricy José Jacobs
Fisioterapeuta: Ana Carolina Rodrigues e Aline Motter Brustolin
Estatístico: Marcos Henrique do Nascimento

### Temporada 2015/2016
Atletas selecionados para disputar a Superliga 2015/2016 pelo Bento Vôlei:
| #  | Nome                                | Apelido     | Altura | Idade   | Nacionalidade | Posição    |
| -- | ----------------------------------- | ----------- | ------ | ------- | ------------- | ---------- |
| 1  | Alexandre Antônio Bérgamo           | Bérgamo     | 1,98   | 36 anos | Brasil        | Oposto     |
| 2  | Daniel Fernando Rossi               | Danielzinho | 1,70   | 36 anos | Brasil        | Líbero     |
| 3  | Dante Elias Trevisan                | Dante       | 2,03   | 36 anos | Brasil        | Ponteiro   |
| 4  | Giovanni Baliana das Chagas         | Giovanni    | 2,02   | 35 anos | Brasil        | Central    |
| 5  | Henrique Santos Hubner              | Henrique    | 2,02   | 29 anos | Brasil        | Central    |
| 6  | Marlon Muraguti Yared               | Marlon      | 1,89   | 39 anos | Brasil        | Levantador |
| 7  | Lucas Samuel Ocampo                 | Ocampo      | 1,96   | 31 anos | Argentina     | Ponteiro   |
| 8  | Pedro Luiz Putini Filho             | Pedrinho    | 1,81   | 26 anos | Brasil        | Levantador |
| 9  | Willian Reffatti da Costa           | Reffatti    | 1,93   | 30 anos | Brasil        | Ponteiro   |
| 10 | Renato Marques de Oliveira          | Renato      | 2,04   | 29 anos | Brasil        | Central    |
| 11 | Rodrigo do Nascimento Pinto         | Rivaldo     | 2,02   | 37 anos | Brasil        | Oposto     |
| 12 | Rodrigo Pietro Rivoli               | Rivoli      | 1,95   | 38 anos | Brasil        | Levantador |
| 13 | Bruno Temponi Araújo                | Temponi     | 1,91   | 31 anos | Brasil        | Ponteiro   |
| 14 | José Ricardo da Silva Andrade Filho | Zé Ricardo  | 2,08   | 27 anos | Brasil        | Central    |
| 15 | Welinton Oppenkoski                 | Oppenkoski  | 1,98   | 17 anos | Brasil        | Oposto     |

#### Comissão Técnica
Técnico: Paulo André Jukoski (Paulão) 
Assistente técnico: Carlos Mantovanelli (Carlão)
Auxiliar técnico: Fernando Rabelo  
Preparador físico: Cláudio Roberto de Oliveira 
Fisioterapeuta: Aline Motter Brustolin

### Temporada 2014
Atletas selecionados para disputar a Superliga B 2014 pelo Bento Vôlei:
| #  | Nome                                    | Apelido         | Altura | Idade   | Nacionalidade | Posição    |
| -- | --------------------------------------- | --------------- | ------ | ------- | ------------- | ---------- |
| 1  | Vinícius Matheus Lunelli Outeiro        | Vinícius        | 1,86   | 27 anos | Brasil        | Líbero     |
| 2  | Douglas André Bertamoni                 | Douglas         | 1,87   | 33 anos | Brasil        | Ponteiro   |
| 3  | Rafael Luiz Fantini                     | Dentinho        | 1,94   | 39 anos | Brasil        | Ponteiro   |
| 4  | Eduardo Genehr Luchese                  | Duda            | 1,95   | 20 anos | Brasil        | Ponteiro   |
| 5  | Alexsandro Dyego Oliveira do Nascimento | Pé              | 1,92   | 28 anos | Brasil        | Oposto     |
| 6  | Arthur Lunelli Mella                    | Arthur          | 1,88   | 26 anos | Brasil        | Levantador |
| 7  | Daniel Roger César da Luz               | Brasília        | 1,96   | 36 anos | Brasil        | Levantador |
| 8  | Fábio Domingos Brandini de Oliveira     | Fábio           | 1,97   | 37 anos | Brasil        | Ponteiro   |
| 9  | Henrique Santos Hubner                  | Henrique        | 2,02   | 29 anos | Brasil        | Central    |
| 10 | Maicon José Leite Costa                 | Maicon          | 2,03   | 25 anos | Brasil        | Central    |
| 11 | Dartagnan Scalon Machado                | Dartagnan       | 2,04   | 23 anos | Brasil        | Central    |
| 12 | Thiago de Souza Maciel                  | Thiago Maciel   | 1,94   | 32 anos | Brasil        | Oposto     |
| 13 | Rafael Baroni                           | Baroni          | 1,96   | 31 anos | Brasil        | Líbero     |
| 14 | Tiago da Silva Araújo                   | Tiago Araújo    | 1,94   | 31 anos | Brasil        | Ponteiro   |
| 15 | Nicolas Bernard Muck dos Santos         | Nicolas Bernard | 2,03   | 22 anos | Brasil        | Central    |
| 16 | Gustavo Fuhr Machado                    | Gustavo         | 1,98   | 21 anos | Brasil        | Ponteiro   |
| 17 | Bruno Menegotto Panno                   | Panno           | 1,86   | 20 anos | Brasil        | Levantador |
| 18 | Roberto Carlos Brito da Purificação     | Purificação     | 2,00   | 38 anos | Brasil        | Central    |

Técnico: Fernando Rabelo

### Temporada 2008/2009
Atletas selecionados para disputar a Superliga 2008/2009 pelo Bento Vôlei:
| #  | Nome                             | Apelido      | Altura | Idade   | Nacionalidade | Posição    |
| -- | -------------------------------- | ------------ | ------ | ------- | ------------- | ---------- |
| 1  | Alex Lenz Stragliotto            | Alex         | 2,00   | 42 anos | Brasil        | Ponteiro   |
| 2  | Augusto Valenti Possamai         | Guto         | 1,97   | 28 anos | Brasil        | Ponteiro   |
| 3  | Flávio Antonio Santos Soares     | Zelão        | 1,98   | 34 anos | Brasil        | Central    |
| 4  | Franco Willian Cargnin Paese     | Franco       | 2,01   | 27 anos | Brasil        | Oposto     |
| 5  | Gabriel Weiss Maciel             | Gabriel      | 1,97   | 32 anos | Brasil        | Oposto     |
| 6  | Leonardo Gomes Batista           | Léo          | 1,90   | 29 anos | Brasil        | Ponteiro   |
| 7  | Mauricio Inácio da Cunha Júnior  | Maurício     | 1,92   | 32 anos | Brasil        | Levantador |
| 8  | Orestes Miraglia Carvalho Júnior | Orestes      | 2,04   | 35 anos | Brasil        | Central    |
| 9  | Paulo Alberto Mora               | Paulão       | 2,13   | 30 anos | Brasil        | Central    |
| 10 | Ricardo José Frá                 | Frá          | 1,90   | 30 anos | Brasil        | Levantador |
| 11 | Tiago Brendle                    | Brendle      | 1,88   | 31 anos | Brasil        | Líbero     |
| 12 | Tiago da Silva Araújo            | Tiago Araújo | 1,94   | 31 anos | Brasil        | Ponteiro   |

Diretoria
Presidente: Guilherme Lovera
Vice-presidente : Gustavo Graseselli
Supervisor: Clemente Mieznikowski

#### Comissão Técnica
Técnico: Rogério Rescke Ponticelli 
Auxiliar técnico: Marcos Reni da Silva Machado
Preparador físico: João Carlos Mieznikowski 
Fisioterapeuta: Marcos Paulo Machado

### Temporada 2007/2008
Atletas selecionados para disputar a Superliga 2007/2008 pelo Bento Vôlei:
| #  | Nome                                  | Apelido        | Altura | Idade   | Nacionalidade | Posição    |
| -- | ------------------------------------- | -------------- | ------ | ------- | ------------- | ---------- |
| 1  | Vandeson Lima da Silva                | Vandeson       | 2,00   | 33 anos | Brasil        | Ponteiro   |
| 2  | Tiago da Silva Araújo                 | Tiago Araújo   | 1,94   | 31 anos | Brasil        | Ponteiro   |
| 3  | Tiago Enrique Barth                   | Tiago Barth    | 2,09   | 29 anos | Brasil        | Central    |
| 4  | Sílvio Satiro dos Santos              | Satiro         | 1,97   | 34 anos | Brasil        | Central    |
| 5  | Ricardo José Frá                      | Frá            | 1,90   | 30 anos | Brasil        | Levantador |
| 6  | Jonathan Danilo Holzmann Silveira     | Jonathan       | 1,94   | 32 anos | Brasil        | Levantador |
| 7  | Augusto Valenti Possamai              | Guto           | 1,97   | 28 anos | Brasil        | Ponteiro   |
| 8  | Guilherme Brito Santos                | Guilherme      | 1,91   | 36 anos | Brasil        | Levantador |
| 9  | Dante Elias Trevisan                  | Dante          | 2,03   | 39 anos | Brasil        | Ponteiro   |
| 10 | André Ricardo Tavares Luz             | André          | 1,94   | 36 anos | Brasil        | Oposto     |
| 11 | Rogério Lintz Leite Medeiros Nogueira | Mineiro        | 2,02   | 29 anos | Brasil        | Ponteiro   |
| 12 | Gilson Luiz de França                 | Gilson         | 2,05   | 35 anos | Brasil        | Central    |
| 13 | Rogério Marcolin Nery                 | Rogério        | 1,80   | 30 anos | Brasil        | Líbero     |
| 14 | Franco Willian Cargnin Paese          | Franco         | 2,01   | 27 anos | Brasil        | Oposto     |
| 15 | Rafael Koettker                       | Rafael         | 1,83   | 33 anos | Brasil        | Líbero     |
| 16 | Pedro Blaszczyk Dornelas              | Pedro          | 1,94   | 37 anos | Brasil        | Ponteiro   |
| 17 | Thiago Gabriel Girotto Almeida        | Thiago Marília | 2,01   | 31 anos | Brasil        | Central    |

Diretoria
Presidente: Guilherme Lovera
Vice-presidente : Gustavo Graseselli
Supervisor: Clemente Mieznikowski

#### Comissão Técnica
Técnico: Rogério Rescke Ponticelli 
Auxiliar técnico: Marcos Reni da Silva Machado
Preparador físico: João Carlos Mieznikowski 
Fisioterapeuta: Marcos Paulo Machado

### Temporada 2006/2007
Atletas selecionados para disputar a Superliga 2006/2007 pelo Bento Vôlei:
| #  | Nome                                  | Apelido        | Altura | Idade   | Nacionalidade | Posição    |
| -- | ------------------------------------- | -------------- | ------ | ------- | ------------- | ---------- |
| 1  | Everaldo Lucena da Silva              | Everaldo       | 1,94   | 32 anos | Brasil        | Levantador |
| 2  | Tiago da Silva Araújo                 | Tiago Araújo   | 1,94   | 31 anos | Brasil        | Ponteiro   |
| 3  | Tiago Enrique Barth                   | Tiago Barth    | 2,09   | 29 anos | Brasil        | Central    |
| 4  | Sílvio Satiro dos Santos              | Satiro         | 1,97   | 34 anos | Brasil        | Central    |
| 5  | Ricardo José Frá                      | Frá            | 1,90   | 30 anos | Brasil        | Levantador |
| 6  | Leonardo Gomes Batista                | Léo            | 1,90   | 29 anos | Brasil        | Ponteiro   |
| 7  | Jonathan Danilo Holzmann Silveira     | Jonathan       | 1,94   | 32 anos | Brasil        | Levantador |
| 8  | Augusto Valenti Possamai              | Guto           | 1,97   | 28 anos | Brasil        | Ponteiro   |
| 9  | Vandeson Lima da Silva                | Vandeson       | 2,00   | 33 anos | Brasil        | Ponteiro   |
| 10 | André Ricardo Tavares Luz             | André          | 1,94   | 36 anos | Brasil        | Oposto     |
| 11 | Rogério Lintz Leite Medeiros Nogueira | Mineiro        | 2,02   | 29 anos | Brasil        | Ponteiro   |
| 12 | Thiago da Silva Leite                 | Thiago Leite   | 2,00   | 32 anos | Brasil        | Central    |
| 13 | Thiago Gabriel Girotto Almeida        | Thiago Marília | 2,01   | 31 anos | Brasil        | Central    |
| 14 | Henrique Santos Hubner                | Henrique       | 2,02   | 29 anos | Brasil        | Central    |
| 15 | Carlos Arthur Gonçalves de Jesus      | Arthur         | 1,85   | 33 anos | Brasil        | Líbero     |

Diretoria
Presidente: Juliano Lazzarotto
Vice-presidente : Gustavo Graseselli
Supervisor: Clemente Mieznikowski

#### Comissão Técnica
Técnico: Rogério Rescke Ponticelli 
Auxiliar técnico: Marcos Reni da Silva Machado
Preparador físico: João Carlos Mieznikowski 
Fisioterapeuta: Marcos Paulo Machado

### Temporada 2005/2006
Atletas selecionados para disputar a Superliga 2005/2006 pelo Bento Vôlei:
| #  | Nome                                  | Apelido             | Altura | Idade   | Nacionalidade | Posição    |
| -- | ------------------------------------- | ------------------- | ------ | ------- | ------------- | ---------- |
| 1  | Mauricio Camargo Lima                 | Mauricio Lima       | 1,84   | 49 anos | Brasil        | Levantador |
| 2  | Rodolpho Pfaff Granato                | Rodolpho            | 2,01   | 32 anos | Brasil        | Central    |
| 3  | Tiago Brendle                         | Brendle             | 1,88   | 31 anos | Brasil        | Líbero     |
| 4  | Vinícius Matheus Lunelli Outeiro      | Vinícius            | 1,86   | 27 anos | Brasil        | Líbero     |
| 5  | João Gabriel Val Quintans Kulakauskas | João Kulakauskas    | 1,95   | 32 anos | Brasil        | Ponteiro   |
| 6  | Leonardo Litwinczuk Alves             | Leozão              | 2,05   | 33 anos | Brasil        | Oposto     |
| 7  | Thiago Soares Alves                   | Thiago Alves        | 1,96   | 31 anos | Brasil        | Ponteiro   |
| 8  | Evandro Batista                       | Evandro             | 1,97   | 35 anos | Brasil        | Levantador |
| 9  | Renato Russomano dos Santos           | Renato              | 1,96   | 34 anos | Brasil        | Ponteiro   |
| 10 | João Carlos Massinatori Dias          | João Dias           | 2,01   | 36 anos | Brasil        | Central    |
| 11 | Théo Fabrício Nery Lopes              | Théo                | 2,02   | 33 anos | Brasil        | Oposto     |
| 12 | Gilson Alves Bernardo                 | Gilson Mão de Pilão | 1,94   | 49 anos | Brasil        | Oposto     |
| 13 | Vinicius Bordin Furian                | Vinicius Furian     | 1,96   | 31 anos | Brasil        | Ponteiro   |
| 14 | Alex Lenz Stragliotto                 | Alex                | 2,00   | 42 anos | Brasil        | Ponteiro   |
| 15 | Rodrigo Pietro Rivoli                 | Rivoli              | 1,95   | 38 anos | Brasil        | Levantador |
| 16 | Giovanni Baliana das Chagas           | Giovanni            | 2,02   | 35 anos | Brasil        | Central    |
| 17 | Kaio Fabio Alves Rocha                | Kaio                | 2,08   | 31 anos | Brasil        | Oposto     |
| 18 | Tiago Enrique Barth                   | Tiago Barth         | 2,09   | 29 anos | Brasil        | Central    |

Diretoria
Presidente: Juliano Lazzarotto
Vice-presidente : Gustavo Graseselli
Supervisor: Clemente Mieznikowski

#### Comissão Técnica
Técnico: Carlos Alberto Villar Castanheira (Cebola) 
Auxiliar técnico: Rogério Rescke Ponticelli
Preparador físico: João Carlos Mieznikowski 
Fisioterapeuta: Marcos Paulo Machado
Médico: Alfredo Scarton

### Temporada 2004/2005
Atletas selecionados para disputar a Superliga 2004/2005 pelo Bento Vôlei:
| #  | Nome                                 | Apelido         | Altura | Idade   | Nacionalidade | Posição    |
| -- | ------------------------------------ | --------------- | ------ | ------- | ------------- | ---------- |
| 1  | Carlos Eduardo Schwanke              | Schwanke        | 1,97   | 43 anos | Brasil        | Central    |
| 2  | Marcos Vinicius de Souza Leal Acácio | Acácio          | 2,08   | 39 anos | Brasil        | Central    |
| 3  | Fernando Mendes Rabelo               | Rabelo          | 1,85   | 51 anos | Brasil        | Líbero     |
| 4  | Tiago Brendle                        | Brendle         | 1,88   | 31 anos | Brasil        | Líbero     |
| 5  | Marco Pavan                          | Marco           | 2,02   | 35 anos | Brasil        | Central    |
| 6  | Felipe Salvadori                     | Felipe          |        | 33 anos | Brasil        | Levantador |
| 7  | William Peixoto Arjona               | William         | 1,86   | 38 anos | Brasil        | Levantador |
| 8  | Vinicius Bordin Furian               | Vinicius Furian | 1,96   | 31 anos | Brasil        | Ponteiro   |
| 9  | Renato Russomano dos Santos          | Renato          | 1,96   | 34 anos | Brasil        | Ponteiro   |
| 10 | Dante Elias Trevisan                 | Dante           | 2,03   | 36 anos | Brasil        | Ponteiro   |
| 11 | Alexandre Antônio Bérgamo            | Bérgamo         | 1,98   | 36 anos | Brasil        | Oposto     |
| 12 | Jean Carlo Badalotti                 | Badá            | 1,91   | 43 anos | Brasil        | Ponteiro   |
| 13 | Alex Lenz Stragliotto                | Alex            | 2,00   | 42 anos | Brasil        | Ponteiro   |
| 14 | Vítor Faure Cabreira                 | Vitor           | 1,94   | 30 anos | Brasil        | Ponteiro   |
| 15 | Rodrigo Pietro Rivoli                | Rivoli          | 1,95   | 38 anos | Brasil        | Levantador |
| 16 | Kaio Fabio Alves Rocha               | Kaio            | 2,08   | 31 anos | Brasil        | Oposto     |
| 17 | Rodrigo Moraes de Campos Arruda      | Canhoto         | 1,91   | 38 anos | Brasil        | Ponteiro   |
| 18 | Leandro Araújo da Silva              | Leandrão        | 2,08   | 33 anos | Brasil        | Central    |

Técnico: Carlos Alberto Villar Castanheira (Cebola)